# Mario Blasich
Mario Blasich (Fiume, 18 luglio 1878 – Fiume, 3 maggio 1945) è stato un politico italiano, importante esponente del Partito Autonomista di Fiume.

## Biografia
Laureato in medicina, partecipò alla vita politica fiumana accanto a Riccardo Zanella, capo del Partito Autonomista Fiumano o Partito Autonomo (come era chiamato da tutti nella città quarnerina) fiumano. Nel 1914, allo scoppio della prima guerra mondiale, venne richiamato alle armi, insieme a Zanella, nell'esercito dell'Impero austro-ungarico ed inviato sul fronte russo. Lì si consegnò ai nemici, dichiarando di essere un irredentista italiano e chiedendo di essere inviato in Italia per arruolarsi nell'Esercito italiano. La sua richiesta fu accolta e, giunto in Italia, fu arruolato col grado di capitano medico, combattendo per tutta la durata della guerra in prima linea. Il governo ungherese lo condannò a morte per diserzione.
Alla fine della guerra, nel 1919, rientrò a Fiume, continuando a collaborare strettamente con Zanella nel "Partito autonomo". In un primo tempo approvò l'Impresa di d'Annunzio, per seguire poi Zanella nella sua politica di opposizione al poeta. Dopo il Trattato di Rapallo del 12 novembre 1920, che aveva istituito lo Stato libero di Fiume, nel 1921 fu deputato all'Assemblea costituente fiumana e membro, come Ministro degli interni, del governo Zanella formatosi nell'ottobre dello stesso anno.
Il 3 marzo 1922 il governo dello Stato Libero di Fiume fu rovesciato da un colpo di Stato promosso da fascisti ed ex-legionari con l'attiva partecipazione armata di fascisti triestini capeggiati da Francesco Giunta e la maggioranza autonomista dell'Assemblea costituente, con Zanella a Blasich, fu costretta a rifugiarsi a Portorè in Jugoslavia. Dopo l'annessione di Fiume all'Italia, avvenuta in seguito al Trattato di Roma del 27 gennaio 1924 tra il Regno d'Italia e il Regno dei Serbi, Croati e Sloveni, quasi tutti i membri in esilio dell'Assemblea costituente (tranne Zanella) rientrarono in città. Blasich riprese la sua professione di medico.
Perso l'uso delle gambe in seguito ad una malattia, dopo l'armistizio dell'8 settembre 1943, fu contattato, insieme ad altri esponenti del "Partito autonomo", come Giuseppe Sincich, Leone Peteani, e Vittorio Sablich, dai partigiani comunisti jugoslavi, i quali "scorgevano in loro, ora che i fascisti praticamente erano usciti di scena, il maggior ostacolo alle mire jugoslave su Fiume". Blasich si disse disposto a collaborare in vista della liberazione dai nazi-fascisti, ma si rifiutò di dichiarare pubblicamente di essere favorevole all'annessione della città alla Jugoslavia, come gli veniva richiesto dagli emissari di Tito.
Nella notte tra il 2 e il 3 maggio 1945, mentre le ultime truppe tedesche abbandonavano la città che veniva occupata dalle formazioni titoiste, Blasich venne strangolato nella sua abitazione da partigiani slavi. Il 3 maggio 1945 e nei giorni immediatamente successivi furono uccisi anche gli altri capi autonomisti, come Giuseppe Sincich e Nevio Skull.